# Гранов, Анатолий Михайлович
Анато́лий Миха́йлович Гра́нов (21 апреля 1932 года, Сталино, Украинская ССР, СССР — 12 мая 2017 года, Санкт-Петербург, Россия) — хирург, учёный и клиницист. Директор федерального государственного бюджетного учреждения «Российский научный центр радиологии и хирургических технологий» Министерства здравоохранения Российской Федерации, город Санкт-Петербург, действительный член Российской академии медицинских наук и РАН (2013), доктор медицинских наук, профессор. Лауреат Государственной премии Российской Федерации. Почётный гражданин Санкт-Петербурга (2011).

## Биография
В 1950—1956 годах обучался в Донецком медицинском институте им. А. М. Горького.
В 1956—1961 годах — врач-хирург в Донецкой клинической больнице им. К. Е. Ворошилова, а с 1961 года — заведующий хирургическим отделением Донецкой областной больницы им. М. И. Калинина.
С первых лет работы Анатолий Михайлович проявил себя как незаурядный хирург, быстро освоив весь основной спектр абдоминальных и сосудистых вмешательств. Однако его особый научный и практический интерес вызывали заболевания желчевыводящих путей.
В 1963 году под руководством профессора К. Т. Овнатаняна защитил кандидатскую диссертацию «Повторные оперативные вмешательства на желчных путях».
В течение 1964 года работал ассистентом кафедры факультетской хирургии № 2 Донецкого медицинского института.
С 1965 года жил и работал в Ленинграде.
В 1965—1966 годах работал в Ленинградском научно-исследовательском институте онкологии им. Н. Н. Петрова.
В 1966—1973 годах — ассистент кафедры хирургических болезней стоматологического факультета Первого Ленинградского медицинского института имени академика И. П. Павлова. Работал под руководством профессора А. М. Ганичкина.
Занимался изучением возможностей использования масляных рентгеноконтрастных веществ в диагностике и лечении заболеваний печени. В 1966 году впервые в мире опубликовал работу о введении масляного контрастного вещества в воротную вену с целью диагностики опухолей печени.
В 1970 году защитил докторскую диссертацию по теме «Обоснование к внутриаортальному введению масляного рентгеноконтрастного вещества при портогепатографии», в которой он отметил важность этой методики и для регионарной химиотерапии опухолей печени.
С 1973 года — профессор кафедры общей хирургии Первого Ленинградского медицинского института имени академика И. П. Павлова. В 1974 году присвоено учёное звание профессора. Первым в Ленинграде выполнил обширные резекции печени.
С февраля 1976 года — директор Ленинградского центра трансплантации почки.
Проводил работу по изучению патологической физиологии кровотока печени, разработке и усовершенствованию методов её оценки, в частности спленопортографии, масляной контрастной портогепатографии, а также введению противоопухолевых препаратов в сосудистое русло печени при злокачественных новообразованиях.
С 1977 года — заведующий кафедрой госпитальной хирургии Одесского медицинского института им. Н. И. Пирогова. Занимался внедрением в клиническую практику вмешательств высшей категории сложности, проводил операции на печени, аорте и её ветвях.
В 1980 году возвращается в Ленинград и назначается руководителем отделения рентгеноэндоваскулярной и оперативной хирургии Центрального научно-исследовательского рентгенорадиологического института (ЦНИРРИ) Министерства здравоохранения СССР.
Под его руководством разрабатывались проблемы рентгеноэндоваскулярных чрескатетерных и открытых сосудистых вмешательств при осложненных формах цирроза печени, изучались роль лимфатической системы, её изменения и корригирующие операции при диффузных печеночных поражениях. Сосредоточился на проблеме лечения очаговых, прежде всего злокачественных, поражений печени. Он явился основоположником тактики комбинированного хирургического лечения новообразований печени, сочетающего резекцию и эндоваскулярное вмешательство и тактики лечения нерезектабельных опухолей с использованием локальной чрескатетерной масляной химио-эмболизации, а также методики ферромагнитной эмболизации с последующей высокочастотной гипертермией.
С 1993 года — директор ЦНИРРИ Минздрава России (в 2007 году переименован в Российский научный центр радиологии и хирургических технологий).
В 1994 году поручено развитие программы трансплантации печени на базе ЦНИРРИ. В 1998 году впервые в Северо-Западном регионе была выполнена успешная ортотопическая пересадка печени.
С 2000 года — член-корреспондент РАМН, с 2002 года — академик РАМН (позднее — РАН) по специальности «рентгенорадиология».
Председатель правления Хирургического общества Пирогова.
Умер 12 мая 2017 года после тяжелой продолжительной болезни. Похоронен в Санкт-Петербурге на Серафимовском кладбище (Коммунистическая площадка).

## Труды
Автор около 400 научных работ, в том числе 7 монографий. Под его руководством и при консультировании выполнено и защищено 10 докторских и 14 кандидатских диссертаций.
Является автором 37 патентов на изобретения (в том числе 2 патентов США).
Организатор и активный участник более 50 международных научных конгрессов, симпозиумов, конференций по рентгенорадиологии, гепатопатологии, хирургии, онкологии.

## Награды
- Орден «За заслуги перед Отечеством» II степени (17 апреля 2012 года) — за выдающийся вклад в развитие здравоохранения, медицинской науки и многолетнюю плодотворную работу[4]
- Орден «За заслуги перед Отечеством» III степени (21 апреля 2007 года) — за большой вклад в развитие здравоохранения, медицинской науки и многолетнюю добросовестную работу[5]
- Орден «За заслуги перед Отечеством» IV степени (16 октября 2002 года) — за большой вклад в развитие здравоохранения и многолетнюю добросовестную работу[6].
- Государственная премия Российской Федерации 1993 года в области науки и техники (8 июня 1993 года) — за разработку и внедрение в клиническую практику эффективных методов диагностики и лечения новообразований печени[7]
- Почётная медаль Н. И. Пирогова (2001 год)
- Почётный диплом Законодательного Собрания Санкт-Петербурга (10 апреля 2002 года) — за заслуги в деле развития здравоохранения и в связи с 70-летием со дня рождения[8].
- Международная премия Андрея Первозванного «За Веру и Верность» (2002—2003 годы) — за разработку и внедрение передовых медицинских технологий в области интервенционной радиологии и хирургической гепатологии, получивших широкое международное признание, подвижническое служение Российской науке[9].
- Золотая медаль Н. Н. Блохина «За развитие отечественной онкологической науки» (2003 год)
- Премия Правительства Российской Федерации 2005 года в области науки и техники (20 февраля 2006 года) — за создание и внедрение отечественного комплекса аппаратуры и технологий производства радиофармпрепаратов, «меченых» ультракороткоживущими радионуклидами, для диагностических центров позитронно-эмиссионной томографии[10]
- Почётный гражданин Санкт-Петербурга (25 мая 2011 года)[11]
- Медаль «За заслуги перед отечественным здравоохранением» (2011 год)

## Память
- 22 июня 2017 года Российскому научному центру радиологии и хирургических технологий присвоено имя академика А. М. Гранова[12].
- 20 октября 2018 года перед зданием РНЦРХТ в посёлке Песочный Санкт-Петербурга открыт памятник А. М. Гранову[13].
- 29 октября 2020 года в Санкт-Петербурге по адресу Петровская наб., д. 4, на доме где он жил, была открыта мемориальная доска[14].

## Семья
- Отец — Моисей Зиновьевич Гранов (1900—?); мать — Мария Георгиевна Гранова (урожд. Жукова) (1904—?).
- Жена — Светлана Мироновна Вашетина (род. 1938), кандидат медицинских наук[15].
- Сын — Дмитрий Анатольевич Гранов (род. 1961), врач-трансплантолог, профессор, член-корреспондент РАМН (2011), академик РАН[16].